# Hamed Konarivand
Hamed Konarivand (persan : حامد کناریوند, né le 15 avril 1987 à Ilam ) est un athlète iranien de Taekwondo,,,,,,,,,. Il a remporté la médaille d'or aux championnats ouverts de taekwondo 2007 en serbe et la médaille d'or aux championnats du monde de taekwondo 2008 à Manchester,,,,. Il a également été nommé meilleur joueur du tournoi. Il a remporté la première place au Championnat d'Asie 2010 en Inde,. et 3e place aux Championnats Assia Club 2007 en Iran,,.